# Marco Friedl
Marco Friedl (Kirchbichl, Tirol, Austria, 16 de marzo de 1998) es un futbolista austriaco. Juega como defensa y milita en el Werder Bremen de la 1. Bundesliga de Alemania.

## Trayectoria
Llegó al Bayern de Múnich Juvenil en 2008 tras dejar la sección juvenil del FC Kufstein de Austria.
El 14 de marzo de 2017 firmó un contrato profesional con el Bayern de Múnich que regirá desde el 1 de julio de 2017 hasta el 30 de junio de 2021.
Su debut se produjo el 22 de noviembre de 2017 cuando el entrenador Jupp Heynckes lo alineó en el partido entre el Bayern y el R. S. C. Anderlecht en un partido de la fase de grupos de la Liga de Campeones de la UEFA 2017-18.

## Selección nacional
Tras haber sido internacional en categorías inferiores, el 7 de octubre de 2020 debutó con la selección absoluta de Austria en un amistoso ante Grecia que ganaron por 2-1.

## Palmarés

### Títulos nacionales
| Título                | Club          | País     | Año  |
| --------------------- | ------------- | -------- | ---- |
| Supercopa de Alemania | Bayern Múnich | Alemania | 2017 |